# La Jeunesse de la bête
Pour plus de détails, voir Fiche technique et Distribution.
La Jeunesse de la bête (野獣の青春, Yajū no seishun)  est un film japonais réalisé par Seijun Suzuki, sorti en 1963.

## Synopsis
Joji Mizuno, un ancien policier qui sort de prison après une bavure, apprend la mort de son ami et ancien collègue, l'inspecteur Takeshita. Pour venger sa mort, il infiltre un clan yakuza et devient un membre important de la pègre.

## Fiche technique
- Titre : La Jeunesse de la bête
- Titre original : 野獣の青春 (Yajū no seishun?)[1]
- Titre anglais : Youth of the Beast
- Réalisation : Seijun Suzuki
- Scénario : Ichirō Ikeda (ja) et Tadāki Yamazaki (ja), d'après un roman de Haruhiko Ōyabu (ja)
- Photographie : Kazue Nagatsuka (ja)
- Montage : Akira Suzuki (ja)
- Décors : Yoshinaga Yokoo
- Musique : Hajime Okumura
- Société de production : Nikkatsu
- Pays d'origine :  Japon
- Langue originale : japonais
- Format : couleur — 2,35:1 (Cinémascope) — son mono — 35 mm
- Genre : policier
- Durée : 91 minutes (métrage : huit bobines - 2 503 m[2])
- Date de sortie :
  - Japon : 21 avril 1963[2]

## Distribution
- Joe Shishido : Joji « Jo » Mizuno
- Ichirō Kijima : inspecteur Kōichi Takeshita, ancien coéquipier de Jo
- Misako Watanabe : Kumiko Takeshita
- Mizuho Suzuki (ja) : inspecteur Hirokawa
- Akiji Kobayashi : Yukio Nomoto
- Tamio Kawachi (ja) : Hideo Nomoto
- Eimei Esumi (ja) : Gorō Minami
- Nobuo Kaneko : Sōichi Ozawa
- Minako Kazuki : Sawako Miura
- Shirō Yanase (ja) : Ken Ishizaki

## Autour du film
L'atmosphère baigne dans le « swinging Tokyo » : bars à cocktails, robes pastel, stripteaseuses, grosses cylindrées. Dès le premier plan du film — une rose rouge apparaît au milieu d'une pièce monochrome, où un couple venant de faire l'amour est découvert mort — on comprend que Seijun Suzuki vise une stylisation extrême et une expérimentation plastique.